# ミーン・ストリート
『ミーン・ストリート』（英: Mean Streets）は、1973年公開のアメリカ映画。マーティン・スコセッシが監督した初期の作品で、ロバート・デ・ニーロとハーヴェイ・カイテルが出演している。デ・ニーロはジョニー・ボーイ（John "Johnny Boy" Civello）役の演技によって全米映画批評家協会賞の助演男優賞を受賞した。2025年1月時点でスコセッシの監督した長編映画に10作出演しているデ・ニーロにとって、今作がスコセッシ映画への初出演である。
本作品は1997年、「文化的、歴史的、ないしは芸術的に」重要な作品として、アメリカ国立フィルム登録簿制度によってアメリカ議会図書館に保存される作品に選ばれた。

## あらすじ
三流ヤクザのチャーリー（ハーベイ・カイテル）は、組織や仲間に対する忠義にいまひとつ自信がなく、自分の生き方に矛盾を感じていた。そんなチャーリーの親友ジョニー・ボーイ（ロバート・デニーロ）は、気分によって仕事をし、わずかな給料も酒や博打や女に使い果たし、借金に首が回らない状態になっていたが、チャーリーだけが彼をかばい続け、2人は徐々に追い詰められていく。

## キャスト
- ジョニー・ボーイ - ロバート・デ・ニーロ

無軌道な青年。
- チャーリー - ハーヴェイ・カイテル

ジョニーの親友。何かとジョニーを庇う。
- トニー - デヴィッド・プローヴァル

ジョニーやチャーリーらの親友。バーを経営。
- テレサ - エイミー・ロビンソン

ジョニーのいとこ。てんかんの持病がある。チャーリーと密かに付き合っている。
- マイケル - リチャード・ロマナス（英語版）

チャーリーらの親友。金貸し。ジョニーからの返済が滞っている。
- 酔っぱらい - デヴィッド・キャラダイン
- 銃を持った少年 - ロバート・キャラダイン